# François-Augustin Delamare
François-Antoine-Augustin-Louis Delamare a été archevêque d'Auch à partir de 1861. Il est né à Valognes (Manche) le 9 septembre 1800 et mort à Auch le 26 juillet 1871.

## Biographie
Il a été sacré évêque de Luçon le 20 juillet 1856, puis transféré à l'archevêché d'Auch le 18 mars 1861 dont il prit possession le 1er mai de la même année.
Après son ordination, il a commencé par être professeur au grand séminaire de Coutances puis devint principat de Valognes entre 1826 et 1830.
Il a été vicaire général de l'évêché de Coutances à partir de 1834 jusqu'à sa nomination sur le siège de Luçon. Il participe à la création de l'établissement du Bon-Sauveur à Picauville.
Il fut particulièrement actif dans les fondations religieuses. Il fit du collège d'Eauze un petit séminaire. Il aida le développement de la congrégation des Frères de l'Instruction Chrétienne de Lavacant et l'œuvre des missionnaires diocésains.
En 1865, il fait de l'église Saint-Luperc d'Eauze une cathédrale.

## Succession apostolique
François-Augustin Delamare a ordonné les évêques suivants :
- Cardinal Aimé-Victor-François Guilbert

## Distinction
- Officier de la Légion d'honneur (12 aout 1865)[3]

## Armes
De gueules à un évêque en prière d'argent, au chef cousu d'azur chargé de 3 étoiles d'argent.

## Devise
Misericordia et veritas.

## Publications
- Essai sur la véritable origine et les vicissitudes de la cathédrale de Coutances (1841)[5],
- Vie édifiante de la très honorée supérieure Marie-Madeleine, née Julie Postel.